# El Porvenir, Huatabampo
El Porvenir är en ort i Mexiko.   Den ligger i kommunen Huatabampo och delstaten Sonora, i den västra delen av landet, 1 400 km nordväst om huvudstaden Mexico City. El Porvenir ligger 11 meter över havet och antalet invånare är 179.
Terrängen runt El Porvenir är mycket platt. Runt El Porvenir är det ganska tätbefolkat, med 67 invånare per kvadratkilometer. Närmaste större samhälle är Huatabampo, 2,2 km söder om El Porvenir. Trakten runt El Porvenir består till största delen av jordbruksmark.